# Fred Baker
Pour les articles homonymes, voir Baker.
Fred Baker, mort le 4 juin 2008, est un scénariste de bande dessinée britannique.

## Œuvre
- Akim, Aventures et Voyages, collection Mon journal

260. Le troisième voleur, scénario de Fred Baker et Roberto Renzi, dessins d'Augusto Pedrazza et Colin Page, 1970
261. Le Remède mortel, scénario de Fred Baker et Roberto Renzi, dessins d'Augusto Pedrazza et Colin Page, 1970
265. L'Opération de la dernière chance, scénario de Fred Baker et Roberto Renzi, dessins d'Augusto Pedrazza et Colin Page, 1970
268. Cinq Flèches pour Akim, scénario de Fred Baker et Roberto Renzi, dessins d'Augusto Pedrazza et Colin Page, 1970
270. Les Chauves-souris noires, scénario de Fred Baker et Roberto Renzi, dessins d'Augusto Pedrazza et Colin Page, 1970
271. La Loi de la jungle, scénario de Fred Baker et Roberto Renzi, dessins d'Augusto Pedrazza et Colin Page, 1970
281. L'Artillerie de la jungle à la rescousse, scénario de Fred Baker et Roberto Renzi, dessins d'Augusto Pedrazza et Colin Page, 1971
285. La Danse du feu, scénario de Fred Baker, Guy Lehideux, et Roberto Renzi, dessins d'Augusto Pedrazza, Guy Lehideux et Colin Page, 1971
287. Les Flèches de feu, scénario de Fred Baker et Roberto Renzi, dessins d'Augusto Pedrazza et Colin Page, 1971
288. Le Cargo de la mort, scénario de Fred Baker et Roberto Renzi, dessins d'Augusto Pedrazza et Colin Page, 1971
295. Une Montagne de bananes roses, scénario de Fred Baker et Roberto Renzi, dessins d'Augusto Pedrazza et Douglas Maxted, 1971
301. Les Paracommandos à la rescousse, scénario de Fred Baker et Roberto Renzi, dessins d'Augusto Pedrazza et Douglas Maxted, 1972
302. L'Île des esclaves, scénario de Fred Baker et Roberto Renzi, dessins d'Augusto Pedrazza et Douglas Maxted, 1972
305. Le Défi, scénario de Fred Baker et Roberto Renzi, dessins d'Augusto Pedrazza et Douglas Maxted, 1972
- Totem, Aventures et Voyages, collection Mon journal

45. La Passerelle du Perro Loco, scénario de Fred Baker et Warren Tufts, dessins de Douglas Maxted et Warren Tufts, 1981
49. Trois poulets pour un flic, scénario de Fred Baker et Warren Tufts, dessins de Douglas Maxted, Prieto Muriana et Warren Tufts, 1982
- Trophée, Aventures et Voyages, collection Mon journal

10. Trophée 10, scénario de Fred Baker et Mario Basari, dessins de David Sque, Colin Page, Ruggero Giovannini et Francisco Solano López, 1973
12. Trophée 12, scénario de Fred Baker, dessins de Colin Page, Francisco Solano López, David Sque et Ron Turner, 1973
13. Trophée 13, scénario de Fred Baker, dessins de Colin Page, Francisco Solano López, David Sque et Ron Turner, 1974
21. Trophée 21, scénario de Fred Baker et Tom Tully, dessins de Francisco Solano López, Julio Schiaffino et Ron Turner, 1976
22. Trophée 22, scénario de Fred Baker, Tom Tully et Ron Turner, dessins de Francisco Solano López et Julio Schiaffino, 1976
23. Trophée 23, scénario de Fred Baker, Tom Tully et Ron Turner, dessins de Francisco Solano López, Ron Turner et Julio Schiaffino, 1976
24. Trophée 24, scénario de Fred Baker, Tom Tully et Ron Turner, dessins de Francisco Solano López, Ron Turner et Julio Schiaffino, 1976
25. Trophée 25, scénario de Fred Baker, dessins de Francisco Solano López, Ron Turner et Julio Schiaffino, 1977
26. Trophée 26, scénario de Fred Baker et Tom Tully, dessins de Francisco Solano López et Julio Schiaffino, 1977
27. Trophée 27, scénario de Fred Baker et Tom Tully, dessins de Francisco Solano López et Julio Schiaffino, 1977
28. Trophée 28, scénario de Fred Baker et Tom Tully, dessins de Francisco Solano López et Julio Schiaffino, 1977
29. Trophée 29, scénario de Fred Baker et Tom Tully, dessins de Francisco Solano López et Julio Schiaffino, 1978
30. Trophée 30, scénario de Fred Baker et Tom Tully, dessins de Francisco Solano López et Julio Schiaffino, 1978
31. Trophée 31, scénario de Fred Baker et Tom Tully, dessins de Francisco Solano López et Julio Schiaffino, 1978
32. Trophée 32, scénario de Fred Baker et Tom Tully, dessins de Francisco Solano López et Julio Schiaffino, 1978
33. Trophée 33, scénario de Fred Baker, Ennio Missaglia et Tom Tully, dessins de Francisco Solano López, Vladimiro Missaglia et Julio Schiaffino, 1979
34. Trophée 34, scénario de Fred Baker, Ennio Missaglia et Tom Tully, dessins de Francisco Solano López, Vladimiro Missaglia et Julio Schiaffino, 1979
- Yataca, Aventures et Voyages, collection Mon journal

246. Le Retour de Johnny Dexter, scénario de Fred Baker et Barrie Tomlinson, dessins d'Yvonne Hutton, Mike White, Barrie Mitchell et Douglas Maxted, 1988
249. Une Qualification mouvementée, scénario de Fred Baker, Frank Pepper et Barrie Tomlinson, dessins d'Yvonne Hutton et Mike White, 1989
- Les Rois de l'exploit, Aventures et Voyages, collection Mon Journal

23. Une sombre machination, scénario de Michel-Paul Giroud, Fred Baker et José Perez Fajardo, dessins de Douglas Maxted, Angelo Raffaele Todaro, José Perez Fajardo et Michel-Paul Giroud, 1978